# 暗花皮蛛
暗花皮蛛（学名：Scytodes fusca）为花皮蛛科花皮蛛属的动物。分布于遍热带界以及中国大陆的云南等地。